# Úřad dokumentace a vyšetřování zločinů komunismu
Der Úřad dokumentace a vyšetřování zločinů komunismu, abgekürzt ÚDV, deutsch Behörde zur Dokumentation und Untersuchung der Verbrechen des Kommunismus, ist eine tschechische, gesamtstaatlich arbeitende Abteilung der Kriminalpolizei und somit des Innenministeriums, welche die ungesetzlichen Aktivitäten staatlicher Organe in den Jahren 1948–1989 in der Tschechoslowakei untersuchen und aufdecken soll. Der Hauptsitz ist in Prag.

## Aufgaben
Die Behörde entstand am 1. Januar 1995 durch die Zusammenlegung der Behörde für Dokumentation und Untersuchung der Aktivitäten der Staatssicherheit (StB) (die dem Innenministerium unterstellt war) und des Dokumentationszentrums der Widerrechtlichkeit des kommunistischen Regimes (das der Staatsanwaltschaft bzw. dem Justizministerium unterstellt war). Seit dem 1. Januar 2002 ist die Behörde der Kriminalpolizei und deren Untersuchungsdienst unterstellt.
In dieser Eigenschaft setzt sie die Aufdeckung strafbarer Handlungen staatlicher Organe aus der Zeit der kommunistischen Herrschaft 1948–1989 fort. Überprüft und dokumentiert werden die Handlungen des kommunistischen Regimes und dessen Repressionsapparates wie Verletzung der Menschenrechte und des Völkerrechts, Unterdrückung verschiedener politischer, religiöser, sozialer und anderer Meinungen und Gruppen, die Tätigkeit der Geheimpolizei StB bis hin zu Beteiligung an Schauprozessen, Verdacht auf Folter und ungesetzliche Hinrichtungen bzw. Justizmord.
Außerdem dienen die Aufdeckungen auch strafrechtlicher Verfolgung – Mitte 2008 waren es 192 strafrechtlich verfolgte Personen. Zu den prominenten ehemaligen Funktionären der Kommunistischen Partei der Tschechoslowakei, die aufgrund von Ermittlungen der ÚDV angeklagt wurden, gehört der frühere Ministerpräsident des Landes, Lubomír Štrougal, sowie Generalstaatsanwälte, mehrere Minister und stellvertretende Minister, fünf Politbüromitglieder, einige hohe Armeebefehlshaber usw.
Die Behörde ist außerdem beteiligt an verschiedenen Sicherheitsüberprüfungen. Erwähnenswert ist auch die Veröffentlichung des Archivs des ehemaligen Zentralkomitees der Kommunistischen Partei der Tschechoslowakei 1999/2000.
Die Ergebnisse der Arbeit werden dokumentiert und der Öffentlichkeit zur Verfügung gestellt in Form von zahlreichen Berichten (alle in deutscher Übersetzung):
- ÚDV, Abteilung Dokumentation - Ihre Tätigkeit und Ergebnisse, online auf: aplikace.mvcr.cz/.../cinnost (Memento vom 22. Mai 2011 im Internet Archive)
- ÚDV, Dokumente, online auf: aplikace.mvcr.cz/.../zpravy (Memento vom 22. Mai 2011 im Internet Archive)

- ÚDV, Auskunft über Fälle, online auf: aplikace.mvcr.cz/.../pripady (Memento vom 22. Mai 2011 im Internet Archive)
- ÚDV, Publikationen und Artikel unserer Behörde - Zeugenschaften
- ÚDV, Publikationen und Artikel unserer Behörde - Sešity (Hefte), online auf: policie.cz/
- ÚDV, Publikationen und Artikel unserer Behörde - Securitas Imperii - Sammelbuch

Einen ähnlichen Aufgabenbereich hat sich auch das Ústav pro studium totalitních režimů (Institut für das Studium totalitärer Regime) gesetzt.